# ABCフロンティア
株式会社ABCフロンティア（エービーシーフロンティア、英: ABC Frontier, Inc.）は、東京都港区に本社を置く企業。朝日放送テレビの完全子会社で、朝日放送グループのコンテンツビジネス事業・音楽出版事業を担っている。

## 概要
朝日放送はこれまで在阪広域ラテ兼営局（2018年4月より放送持株会社化に伴い朝日放送テレビ〈ABCテレビ〉と朝日放送ラジオ〈ABCラジオ〉に分社〈実質的ラテ兼営〉）として長年テレビ・ラジオの放送や番組作りを続けてきたが、時代を経るにつれ、コンテンツビジネスの環境変化が発生、テレビの視聴環境・形態のみならず、動画配信ビジネスやコンテンツの海外輸出、インバウンドビジネスなど、様々な変革に対応する必要があった。
こうした状況に柔軟に対応するべく、コンテンツビジネスの事業を再編、アニメーション制作事業、海外への番組・フォーマット販売等の海外ビジネス事業、ライセンス・物販事業の放送関連3事業を分社することを決定する。そしてこれら放送関連事業子会社を統括する中間持株会社として同時に設立したのがABCフロンティアホールディングス（HD）である。
この事業再編によって、これまで培った番組コンテンツのライツ管理、パッケージ販売・番組グッズ販売や海外への番組または番組フォーマットの販売などのライセンスビジネスをABCフロンティアHDを中心としたグループで行う事になる。また2020年4月からは、朝日放送グループのエー・ビー・シーメディアコムが長年にわたって担ってきた音楽出版事業および音楽関連事業の移管を受けており、傘下のABCライツビジネスとともにこれまでのコンテンツビジネス同様、音楽事業においてもさらなる拡大と展開を図ると説明している。
2021年4月1日には再び事業再編を行い、ABCフロンティアHDがABCライツビジネス・ABCインターナショナルを吸収合併し、ABCフロンティアに社名変更と同時に事業会社化した。また、ABCアニメーションを株式の現物配当を行う形で朝日放送グループホールディングスの直接の子会社に移行させている。
2024年4月1日をもって、株式交換の手法によって、朝日放送テレビの完全子会社として再編された。

## 沿革
- 2016年（平成28年）
  - 4月5日 - 株式会社ABCフロンティアホールディングスを資本金1,000万円で東京都中央区築地（朝日新聞東京本社新館内、朝日放送東京支社と同所）に設立[6]。
  - 7月1日 - 朝日放送が引き受ける形で増資を行い、資本金を6億円にすると共に、朝日放送から分割された放送関連事業子会社（ABCアニメーション・ABCライツビジネス・ABCインターナショナル）の経営管理事業等を継承し業務を開始[12]。
  - 11月10日 - インターネットスポーツメディア「スポーツブル」を運営する株式会社運動通信社にKDDI及び朝日新聞社と共に出資すると発表[13]。
- 2018年（平成30年）
  - 4月1日 - 朝日放送の認定放送持株会社体制移行に伴い、朝日放送グループホールディングス株式会社の連結子会社となる。
  - 7月3日 - 株式会社Viibarと共同でDIY動画メディア「LYKKE」のサービス提供を発表[14]（2019年2月に「Onnela（オンネラ）」に名称変更[15]）。
  - 10月1日 - ベトナムのMBCメディアエンタテインメントとの合弁会社・MBC Studioを朝日放送グループホールディングスとともに出資する形で設立[16]。
  - 10月7日 - 本社所在地を東京都港区浜松町の日本生命浜松町クレアタワーに移転[17][18]。
  - 11月1日 - eSports事業・VR事業を主眼に置いた「コンテンツイノベーション事業室」を新設[19]。
- 2020年（令和2年）4月1日 - エー・ビー・シーメディアコムから音楽出版事業および音楽関連事業の移管を受ける[9]。
- 2021年（令和3年）
  - 4月1日 - ABCアニメーションの株式を朝日放送グループホールディングスに現物配当[10]。ABCライツビジネス・ABCインターナショナルを吸収合併し、株式会社ABCフロンティアに商号変更[20]。
  - 5月10日 - 株式会社スーパーエキセントリックシアターとの合弁会社としてABC&SET株式会社を設立[21]（2025年4月1日解散[22]）。
- 2024年（令和6年）4月1日 - 株式交換の手法によって、朝日放送テレビの完全子会社として再編される[11]。

## 主な業務
- 海外の放送局・番組制作会社等への番組販売・フォーマット販売など海外に関する収益事業全般
- ビジネスホテルの客室テレビ向け広告配信サービス「おもチャンネル〜ホテル客室ダイレクトアド〜」の運営
- ライセンス事業（朝日放送テレビの番組・自社オリジナルコンテンツの映像ソフト・グッズ等の開発・発売やコラボ商品のプロデュース等）
- 音楽事業（音楽著作権の管理、音楽著作権・著作隣接権のプロモーション、番組・CMタイアップのコンサルタント業務、音楽番組・原盤・映像の企画・制作・販売、コンサート等各種イベントの企画・制作・運営）
- 企画開発事業（映画・ドラマ等自社オリジナルコンテンツの出資・プロデュース・多メディア展開等）
- 番組販売事業（朝日放送テレビの番組・自社オリジナルコンテンツの動画配信会社への販売）
- ショップ事業（プリキュア プリティストア大阪本店、シネマート心斎橋ABCグッズコーナーの運営）